# Equazione di Rayleigh-Plesset

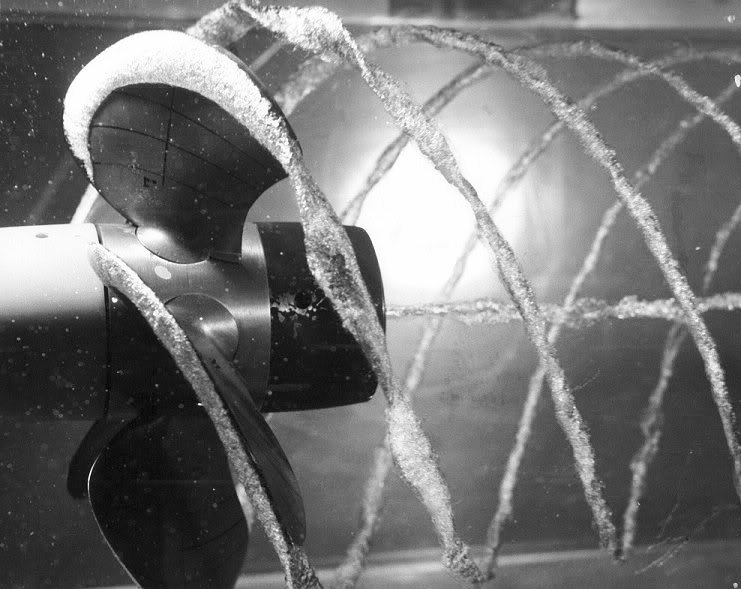
L'equazione di Rayleigh-Plesset è spesso applicata nello studio della cavitazione, per analizzare il comportamento delle bolle. Nell'immagine, le bolle che si formano dietro un'elica.

In Meccanica dei fluidi, l'equazione di Rayleigh-Plesset è un'equazione differenziale ordinaria che governa la dinamica di una bolla sferica immersa in un liquido che si estende all'infinito in tutte le direzioni. La sua forma generale è usualmente scritta come:
{\displaystyle {\frac {P_{B}(t)-P_{\infty }(t)}{\rho _{L}}}=R{\frac {d^{2}R}{dt^{2}}}+{\frac {3}{2}}\left({\frac {dR}{dt}}\right)^{2}+{\frac {4\nu _{L}}{R}}{\frac {dR}{dt}}+{\frac {2S}{\rho _{L}R}}}
dove
{\displaystyle P_{B}(t)} è la pressione  nel gas (bolla), assunta uniforme
{\displaystyle P_{\infty }(t)} è la pressione asintotica nel liquido
{\displaystyle \rho _{L}} è la densità del liquido a ridosso della bolla, assunta costante
{\displaystyle R(t)} è il raggio della bolla
{\displaystyle \nu _{L}} è la viscosità cinematica del liquido, assunta costante
{\displaystyle S} è la tensione superficiale della bolla
Ammesso che {\displaystyle P_{B}(t)} sia nota e {\displaystyle P_{\infty }(t)} data, l'equazione di Rayleigh-Plesset può essere risolta per determinare la variabilità nel tempo del raggio {\displaystyle R(t)}.
L'equazione di Rayleigh-Plesset deriva dalle equazioni di Navier-Stokes nell'ipotesi di simmetria sferica.  L'equazione è stata derivata per la prima volta da Lord Rayleigh nel 1917, trascurando gli effetti della tensione superficiale e della viscosità. Milton S. Plesset l'applicò per primo allo studio della cavitazione nel 1949.

## Derivazione
L'equazione di Rayleigh-Plesset può essere derivata pienamente dalle equazioni di Navier-Stokes nell'ipotesi di simmetria sferica, utilizzando il raggio della bolla come parametro dinamico. Si consideri una bolla sferica il cui raggio {\displaystyle R(t)} dipenda dal tempo, {\displaystyle t}. Si assuma che la bolla contenga una miscela di gas e vapore uniformemente distribuita, con temperatura {\displaystyle T_{B}(t)} e pressione {\displaystyle P_{B}(t)} uniformi.
La bolla sia immersa in una regione infinita di liquido con densità {\displaystyle \rho _{L}} e viscosità dinamica {\displaystyle \mu _{L}} costanti. Siano {\displaystyle T_{\infty }} e {\displaystyle P_{\infty }(t)} i valori asintotici rispettivamente della temperatura e della pressione, ovvero a grande distanza (idealmente infinita) dalla bolla. Si assuma, inoltre, che la temperatura {\displaystyle T_{\infty }} non dipenda dal tempo e sia perciò costante.
Ad una distanza {\displaystyle r} dal centro della bolla, il liquido ha pressione {\displaystyle P(r,t)}, temperatura {\displaystyle T(r,t)} e velocità radiale (positiva verso l'esterno) {\displaystyle u(r,t)}, che variano in funzione del tempo e della posizione. Si noti che tali grandezze sono definite solo al di fuori della bolla, cioè per {\displaystyle r\geq R(t)}.

### Conservazione della massa
La Legge della conservazione della massa per il liquido impone che la velocità radiale {\displaystyle u(r,t)} sia espressa da una legge dell'inverso del quadrato, ovvero sia inversamente proporzionale al quadrato della distanza dall'origine (il centro della bolla). Quindi, introdotta la funzione incognita del tempo {\displaystyle F(t)}, la velocità radiale è:
{\displaystyle u(r,t)={\frac {F(t)}{r^{2}}}.}
In assenza di trasporto di massa attraverso la superficie della bolla, la velocità all'interfaccia è
{\displaystyle u(R,t)={\frac {dR}{dt}}={\frac {F(t)}{R^{2}}}.}
da cui
{\displaystyle F(t)=R^{2}dR/dt.}
Nel caso in cui si verifichi un trasporto di massa attraverso la superficie della bolla, l'incremento nel tempo della massa all'interno è dato da
{\displaystyle {\frac {dm_{V}}{dt}}=\rho _{V}{\frac {dV}{dt}}=\rho _{V}{\frac {d(4\pi R^{3}/3)}{dt}}=4\pi \rho _{V}R^{2}{\frac {dR}{dt}},}
dove {\displaystyle V} è il volume della bolla. Se {\displaystyle u_{L}} è la velocità del liquido relativa alla bolla all'interfaccia, ovvero per {\displaystyle r=R}, allora la massa che entra nella bolla è data da
{\displaystyle {\frac {dm_{L}}{dt}}=\rho _{L}Au_{L}=\rho _{L}(4\pi R^{2})u_{L},}
indicando con {\displaystyle A} l'area della bolla. Per la conservazione della massa attraverso l'interfaccia {\displaystyle dm_{v}/dt=dm_{L}/dt} e quindi {\displaystyle u_{L}=(\rho _{V}/\rho _{L})dR/dt.}  Allora,
{\displaystyle u(R,t)={\frac {dR}{dt}}-u_{L}={\frac {dR}{dt}}-{\frac {\rho _{V}}{\rho _{L}}}{\frac {dR}{dt}}=\left(1-{\frac {\rho _{V}}{\rho _{L}}}\right){\frac {dR}{dt}}.}
In questo caso, quindi, l'espressione di {\displaystyle F(t)} è la seguente:
{\displaystyle F(t)=\left(1-{\frac {\rho _{V}}{\rho _{L}}}\right)R^{2}{\frac {dR}{dt}}}
In molti casi, la densità del liquido è molto maggiore di quella del vapore, {\displaystyle \rho _{L}\gg \rho _{V}}, così che {\displaystyle F(t)} può essere approssimata dall'espressione trovata nel caso di assenza di trasporto di massa attraverso la superficie della bolla, ovvero da {\displaystyle F(t)=R^{2}dR/dt}. Allora, per la velocità abbiamo:
{\displaystyle u(r,t)={\frac {F(t)}{r^{2}}}={\frac {R^{2}}{r^{2}}}{\frac {dR}{dt}}.}

### Conservazione della quantità di moto
Nell'ipotesi che il fluido sia newtoniano, l'equazione di conservazione della quantità di moto in coordinate sferiche per il moto in direzione radiale da:
{\displaystyle \rho _{L}\left({\frac {\partial u}{\partial t}}+u{\frac {\partial u}{\partial r}}\right)=-{\frac {\partial P}{\partial r}}+\mu _{L}\left[{\frac {1}{r^{2}}}{\frac {\partial }{\partial r}}\left(r^{2}{\frac {\partial u}{\partial r}}\right)-{\frac {2u}{r^{2}}}\right].}
Introducendo la viscosità cinematica {\displaystyle \nu _{L}=\mu _{L}/\rho _{L}} e riorganizzando, si ottiene
{\displaystyle -{\frac {1}{\rho _{L}}}{\frac {\partial P}{\partial r}}={\frac {\partial u}{\partial t}}+u{\frac {\partial u}{\partial r}}-\nu _{L}\left[{\frac {1}{r^{2}}}{\frac {\partial }{\partial r}}\left(r^{2}{\frac {\partial u}{\partial r}}\right)-{\frac {2u}{r^{2}}}\right],}
nella quale si può sostituire l'espressione trovata per {\displaystyle u(r,t)} dalla conservazione della massa ottenendo:
{\displaystyle -{\frac {1}{\rho _{L}}}{\frac {\partial P}{\partial r}}={\frac {2R}{r^{2}}}\left({\frac {dR}{dt}}\right)^{2}+{\frac {R^{2}}{r^{2}}}{\frac {d^{2}R}{dt^{2}}}-{\frac {2R^{4}}{r^{5}}}\left({\frac {dR}{dt}}\right)^{2}={\frac {1}{r^{2}}}\left(2R\left({\frac {dR}{dt}}\right)^{2}+R^{2}{\frac {d^{2}R}{dt^{2}}}\right)-{\frac {2R^{4}}{r^{5}}}\left({\frac {dR}{dt}}\right)^{2}.}
Il termine visco si elide durante la sostituzione. Separando le variabili e integrando dalla superficie della bolla all'infinito, da {\displaystyle r=R} e {\displaystyle r\rightarrow \infty }, si ottiene:
{\displaystyle -{\frac {1}{\rho _{L}}}\int _{P(R)}^{P_{\infty }}dP=\int _{R}^{\infty }\left[{\frac {1}{r^{2}}}\left(2R\left({\frac {dR}{dt}}\right)^{2}+R^{2}{\frac {d^{2}R}{dt^{2}}}\right)-{\frac {2R^{4}}{r^{5}}}\left({\frac {dR}{dt}}\right)^{2}\right]dr}
{\displaystyle {{\frac {P(R)-P_{\infty }}{\rho _{L}}}=\left[-{\frac {1}{r}}\left(2R\left({\frac {dR}{dt}}\right)^{2}+R^{2}{\frac {d^{2}R}{dt^{2}}}\right)+{\frac {R^{4}}{2r^{4}}}\left({\frac {dR}{dt}}\right)^{2}\right]_{R}^{\infty }=R{\frac {d^{2}R}{dt^{2}}}+{\frac {3}{2}}\left({\frac {dR}{dt}}\right)^{2}}.}

### Condizioni al contorno
Sia {\displaystyle \sigma _{rr}} lo sforzo normale nel liquido agente in direzione radiale (positivo visto l'esterno della bolla). In coordinate sferiche, per un fluido con densità e viscosità costanti, può essere espresso come:
{\displaystyle \sigma _{rr}=-P+2\mu _{L}{\frac {\partial u}{\partial r}}}
Una porzione infinitesima della superficie della bolla è quindi soggetta a:
{\displaystyle {\begin{aligned}\sigma _{rr}(R)+P_{B}-{\frac {2S}{R}}&=-P(R)+\left.2\mu _{L}{\frac {\partial u}{\partial r}}\right|_{r=R}+P_{B}-{\frac {2S}{R}}\\&=-P(R)+2\mu _{L}{\frac {\partial }{\partial r}}\left({\frac {R^{2}}{r^{2}}}{\frac {dR}{dt}}\right)_{r=R}+P_{B}-{\frac {2S}{R}}\\&=-P(R)-{\frac {4\mu _{L}}{R}}{\frac {dR}{dt}}+P_{B}-{\frac {2S}{R}}\\\end{aligned}}}
dove {\displaystyle S} è la tensione superficiale. Se non c'è trasporto di massa attraverso l'interfaccia, questo sforzo deve essere nullo, quindi
{\displaystyle P(R)=P_{B}-{\frac {4\mu _{L}}{R}}{\frac {dR}{dt}}-{\frac {2S}{R}}.}
Sostituendo nell'equazione di conservazione della quantità di moto, si ha
{\displaystyle {\frac {P(R)-P_{\infty }}{\rho _{L}}}={\frac {P_{B}-P_{\infty }}{\rho _{L}}}-{\frac {4\mu _{L}}{\rho _{L}R}}{\frac {dR}{dt}}-{\frac {2S}{\rho _{L}R}}=R{\frac {d^{2}R}{dt^{2}}}+{\frac {3}{2}}\left({\frac {dR}{dt}}\right)^{2},}
che rielaborata, tenendo conto della definizione della viscosità cinematica {\displaystyle \nu _{L}=\mu _{L}/\rho _{L}}, diventa l'equazione di Rayleigh-Plesset:
{\displaystyle {\frac {P_{B}(t)-P_{\infty }(t)}{\rho _{L}}}=R{\frac {d^{2}R}{dt^{2}}}+{\frac {3}{2}}\left({\frac {dR}{dt}}\right)^{2}+{\frac {4\nu _{L}}{R}}{\frac {dR}{dt}}+{\frac {2S}{\rho _{L}R}}.}
Utilizzando la notazione di Newton per esprimere le derivate rispetto al tempo, l'equazione di Rayleigh-Plesset può essere scritta in modo più compatto come:
{\displaystyle {\frac {P_{B}(t)-P_{\infty }(t)}{\rho _{L}}}=R{\ddot {R}}+{\frac {3}{2}}({\dot {R}})^{2}+{\frac {4\nu _{L}{\dot {R}}}{R}}+{\frac {2S}{\rho _{L}R}}.}

## Soluzioni

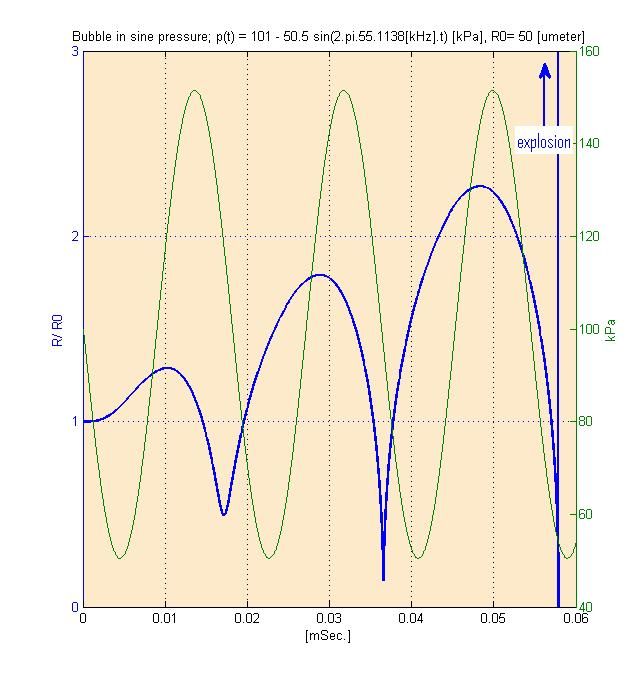
Integrazione numerica dell'equazione di Rayleigh-Plesset, che mostra il comportamento di una bolla - dallo stato di riposo iniziale al collasso - eccitata in corrispondenza della propria frequenza naturale.

Non è nota alcuna soluzione in forma chiusa per l'equazione di Rayleigh-Plesset, tuttavia accurate soluzioni numeriche possono essere ottenute con semplicità. Sono invece state trovate approssimazioni analitiche della soluzione nel caso in cui si trascurino gli effetti dovuti alla tensione superficiale ed alla viscosità.
Un caso particolare dell'equazione di Rayleigh-Plesset è rappresentato dalla relazione di Laplace:
{\displaystyle P_{B}-P_{\infty }={\frac {2S}{R}}}
Quando sono prese in considerazione solo oscillazioni periodiche infinitesime del raggio della bolla e della pressione, l'equazione di Rayleigh-Plesset fornisce la frequenza naturale di oscillazione della bolla.